# Athena-Fidus
Pour les articles homonymes, voir Athena (homonymie).
Athena-Fidus (acronyme de Access on theatres for european allied forces nations-French italian dual use satellite) est un satellite militaire franco-italien qui doit fournir des services de télécommunications haut débit par satellites aux forces militaires et aux services de la Sécurité civile français et italien. Le satellite est développé par Thales Alenia Space sous la supervision du CNES et de l'Agence spatiale italienne (ASI), de la direction générale de l'Armement et du secrétariat général pour la Défense italienne (Segredifesa). Il fournit un complément de capacités aux satellites de la série Syracuse 3. Le satellite pèse 3 080 kg et est placé en orbite géostationnaire au-dessus de l'océan Indien en 2014. La durée de vie prévue est de 15 ans.

## Réalisation
En février 2010, le contrat pour la réalisation du satellite est attribué à Thales Alenia Space pour un montant de 280 millions d'euros comprenant également le lancement et le segment sol. Il est basé sur une plate-forme de modèle Spacebus 4000B2, réalisé dans l'établissement de Cannes.

## Lancement et mise à poste
Le satellite est lancé par un lanceur Ariane 5 ECA le 6 février 2014 au cours de la mission VA217. Après une période de tests en orbite, la qualification du satellite est prononcée le 14 mars 2014.

## Capacités
Même si le satellite est issu d'une collaboration, chaque pays dispose de sa propre partie de la charge utile. Le satellite est prévu pour fournir un débit maximal de 3 Gbit/s, chiffré, en utilisant principalement la bande Ka. Il emporte quatorze antennes dont sept sont mobiles, ce qui permet de créer autant de faisceaux repositionnables de 1 750 km de diamètre selon les besoins en communication dans une zone géographique donnée. La France dispose de cinq de ces faisceaux et l'Italie de deux. Le système permet de communiquer avec des stations terriennes déployables (420 pour la France) pour diffuser des images Helios par exemple, mais aussi d'assurer des liaisons avec des drones. Le segment Français sol fait partie du programme Comcept, et comprend également des stations transportables d'un débit de 10 Mbit/s.

## Espionnage russe
Le 7 septembre 2018, lors d'une visite au Centre spatial de Toulouse, la ministre française des Armées, Florence Parly, accuse la Russie d'avoir commis en 2017 « un acte d’espionnage » contre le satellite pour tenter d'intercepter des communications sécurisées, en utilisant son satellite Loutch-Olymp.